# Форно Алјоне (Бреша)
Форно Алјоне је насеље у Италији у округу Бреша, региону Ломбардија.
Према процени из 2011. у насељу је живело 20 становника. Насеље се налази на надморској висини од 460 м.